# Flaga Kantabrii
Flaga Kantabrii - Biel i czerwień są tradycyjnymi barwami regionu Kantabrii.
Ustanowiona 30 grudnia 1981 roku. Proporcje 2:3.